# Kościół San Lorenzo w Turynie
Kościół San Lorenzo w Turynie (kościół św. Wawrzyńca; pełna nazwa w jęz. wł.: Real Chiesa di San Lorenzo) – rzymskokatolicki kościół w Turynie, w archidiecezji Turynu. Położony jest na Piazza Castello, tuż przed Piazzetta Reale. Jego fasada utrzymana jest w stylu sąsiednich budynków. Zbudowany przez teatyńskiego zakonnika Guarino Guariniego. 
Jest nie tylko jednym z najważniejszych i najbardziej sugestywnych dzieł modeńskiego architekta, ale baroku w ogóle. 

## Historia
Aby wypełnić śluby złożone podczas bitwy pod Saint-Quentin (wygranej 10 sierpnia 1557 roku, w święto św. Wawrzyńca), książę Sabaudii Emanuel Filibert postanowił odrestaurować i dedykować św. Wawrzyńcowi już istniejący Kościół Matki Bożej przy Żłóbku (wcześniej Matki Bożej Śnieżnej). Czynności z tym związane podjął w 1562 roku, po przybyciu do Turynu, który w 1563 roku został stolicą jego księstwa. W 1578 roku książę przeniósł z Chambéry do Turynu Święty Całun chcąc uczcić pielgrzymkę arcybiskupa Mediolanu Karola Boromeusza, który przybył pieszo, aby złożyć hołd Całunowi w podzięce za ustąpienie zarazy w 1576 roku. W 1580 zmarł Emanuel Filibert. Kolejne lata upływały pod znakiem wojen i rozrostu terytorialnego księstwa Sabaudii. W 1634 roku położono kamień węgielny pod budowę nowego kościoła według projektu architekta Vitozziego i/lub Castellamonte. Roboty nie wyszły jednak poza fundamenty. W tym czasie do Turynu przybyli ojcowie teatyni. W 1666 roku książę Sabaudii Karol Emanuel II zaprosił do Turynu teatyna Guarino Guariniego i zlecił mu na budowę nowego kościoła pod wezwaniem św. Wawrzyńca. Inauguracja kościoła miała miejsce 12 maja 1680 roku, po ponad 13 latach od rozpoczęcia budowy. Inauguracyjną mszę świętą celebrował sam Guarino Guarini w obecności całego dworu sabaudzkiego.
Guarini zmarł w Mediolanie w 1683 roku, w wieku 59 lat.
W 1827 roku kościół został odnowiony przez braci Fea na zlecenie króla Karola Feliksa.
W 1846 roku Antonio DePuy zbudował przed kościołem, na miejscu dawnego Kościoła Matki Bożej przy Żłóbku, oratorium Matki Boskiej Bolesnej (Oratorio dell'Addolorata).
Silnej konstrukcji zawdzięcza kościół fakt, iż nie ucierpiał podczas bombardowania w czasie II wojny światowej.
Został odrestaurowany z okazji dwóch publicznych pokazów Świętego Całunu, które miały miejsce w roku 1998 i 2000.

## Architektura

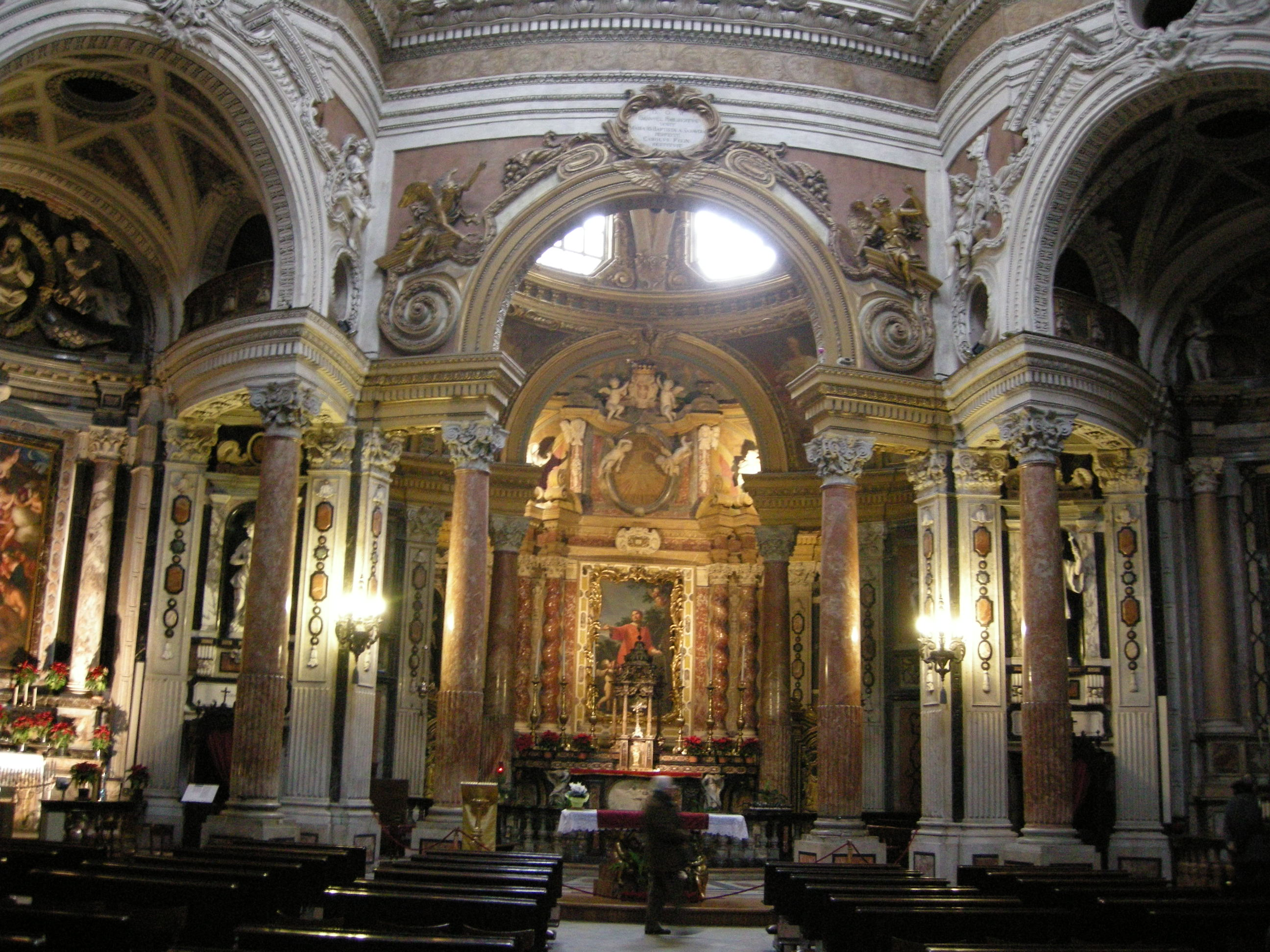
Wnętrze kościoła

Guarino Guarini w swojej architekturze zawarł różne symbole, dzięki którym można ją określić jako architekturę budowaną ze światłem, rozumianym jako symbol Absolutu. W geometrycznej strukturze kościoła widoczna jest symboliczna, pionowa droga, oznaczająca, poprzez kolejne poziomy, wspinanie się w kierunku światła, odpowiadające poszczególnym poziomom rozwoju duchowego człowieka. Kościół na dole jest mroczny, pozbawiony okien. Program ikonograficzny fresków wyraża ziemskie życie ludzkości. 

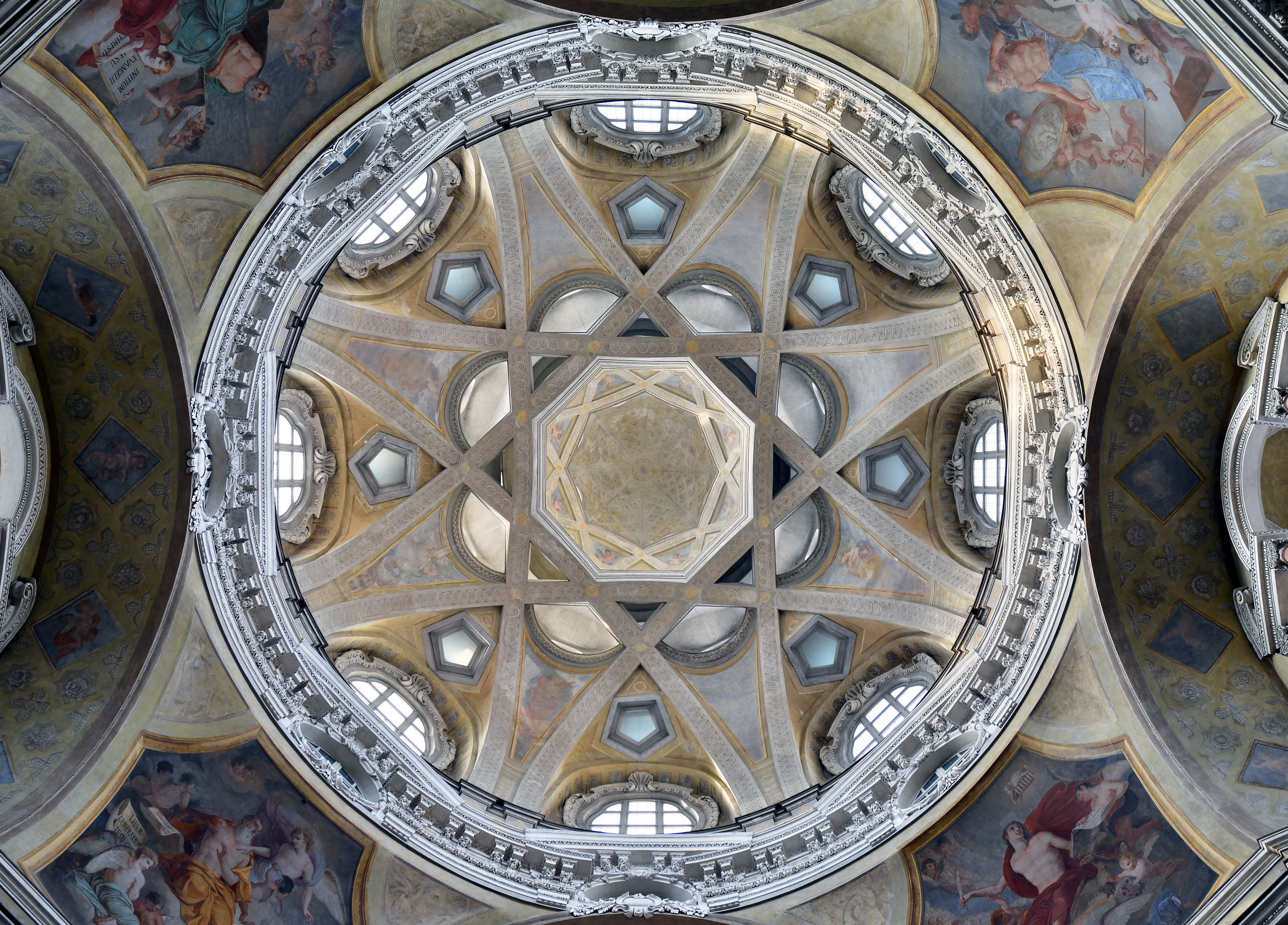
Ośmiokątna kopuła widziana od wewnątrz

Pierwsze światło pojawia się na poziomie czterech loggi w formie serlian, symbolizujących przypuszczalnie cztery żywioły: wodę, powietrze, ziemię i ogień. W miarę wznoszenia się ku górze intensywność światła wzrasta, zbliżając się do światła nadprzyrodzonego, Absolutu.
Struktura architektoniczna kościoła oparta jest na planie ośmiokąta; jego kopuła stanowi system krzyżujących się łuków, tworzących świetlisty kwiat o ośmiu płatkach. Umieszczone pomiędzy oknami w formie serlian cztery pendentywy symbolizują czterech ewangelistów: anioł – św. Mateusza, lew – św. Marka, wół – św. Łukasza i orzeł – św. Jana Ewangelistę. Dekoracji kopuły dopełniają wizerunki aniołów, których jest ponad 400. W latarni, na wysokości 50 metrów znalazł się symbol Ducha Świętego, któremu na posadzce odpowiada ośmioramienna gwiazda.